# كوارنيله كابري
كوارنيله كابري هي قرية تقع في إقليم ياش في رومانيا وبلغ عدد سكانها 3,112 نسمة في عام 2002م.